# Chandrasekhara Venkata Raman
Chandrasekhara Venkata Raman (hindi चन्द्रशेखर वेङ्कट रामन; ur. 7 listopada 1888 w Tiruchirapalli, Okręg Tiruchirapalli w stanie Tamilnadu, zm. 21 listopada 1970 w Bangalore) – indyjski fizyk, laureat Nagrody Nobla w dziedzinie fizyki w roku 1930 za prace dotyczące rozpraszania światła i za odkrycie zjawiska nazwanego jego imieniem – efektu Ramana.

## Życiorys
Chandrasekhara Venkata Raman był pierwszym Hindusem urodzonym i wykształconym w Indiach, który otrzymał Nagrodę Nobla. Jego bratankiem był inny noblista z dziedziny fizyki (z 1983 r.) – Subrahmanyan Chandrasekhar (1910-1995).
Był całkowitym abstynentem – kiedy w czasie przyjęcia po otrzymaniu Nagrody Nobla wzniesiono na jego cześć toast, miał podobno powiedzieć: „Sir, widział pan efekt Ramana w alkoholu, proszę nie próbować zobaczyć efektu alkoholu w Ramanie!”.
Był wyznawcą smartyzmu (odłamu hinduizmu).